# Paraíso Express
Paraíso Express es el título del noveno álbum de estudio grabado por el cantautor español Alejandro Sanz. Fue lanzado al mercado por la compañía discográfica WEA Latina el 10 de noviembre de 2009, y es su último álbum para este sello discográfico. El álbum Paraíso Express fue producido por el cantautor puertorriqueño Tommy Torres y cuenta con 10 canciones.

## Promoción y lazanzamiento
Sanz realizó una serie de espectáculos en España a modo de presentación del disco. A mediados de noviembre de 2009, se confirmó una nueva gira para promocionar el disco llamada Paraíso Tour, que lo llevó a recorrer Latinoamérica, España y USA, terminando el sábado 20 de noviembre de 2010 en Caracas, Venezuela. 
Paraíso Express: Edición Especial Gira, es una re-edicíón de su álbum Paraíso Express de 2009 y consta de 2 CD + DVD. En el 1º CD se incluyen los 10 temas originales, en el 2º CD se incluyen 4 audios de su concierto en TVE Madrid, 4 remezclas y 2 versiones acústicas.[cita requerida]

## Premios y nominaciones
Paraíso Express recibió una nominación para el Premio Grammy Latino al Álbum del Año y ganó en la categoría de Mejor Álbum Pop Vocal Masculino en la 11°. entrega de los Premios Grammy Latinos en noviembre de 2010 y el álbum también ganó el Premio Grammy al Mejor Álbum Pop Latino en la 53°. entrega de los Premios Grammy en 2011.

## Lista de canciones
- Todas las canciones escritas y compuestas por Alejandro Sanz, excepto donde se indica.

| Paraíso Express |                                          |                             |               |          |  |
| N.º             | Título                                   | Escritor(es)                | Productor(es) | Duración |  |
| 1.              | «Mi Peter Punk»                          | Alejandro Sanz              | Tommy Torres  | 3:45     |  |
| 2.              | «Desde cuándo»                           | Alejandro Sanz              | Tommy Torres  | 3:55     |  |
| 3.              | «Looking for Paradise» (con Alicia Keys) | Alejandro Sanz, Alicia Keys | Tommy Torres  | 4:34     |  |
| 4.              | «Yo hice llorar hasta a los ángeles»     | Alejandro Sanz              | Tommy Torres  | 4:10     |  |
| 5.              | «Sin que se note»                        | Alejandro Sanz              | Tommy Torres  | 4:26     |  |
| 6.              | «Lola soledad»                           | Alejandro Sanz              | Tommy Torres  | 3:33     |  |
| 7.              | «Pero esta tarde no te vas»              | Alejandro Sanz              | Tommy Torres  | 4:22     |  |
| 8.              | «Mala»                                   | Alejandro Sanz              | Tommy Torres  | 4:16     |  |
| 9.              | «Tú no tienes la culpa»                  | Alejandro Sanz              | Tommy Torres  | 4:39     |  |
| 10.             | «Nuestro amor será leyenda»              | Alejandro Sanz              | Tommy Torres  | 4:38     |  |
| 42:17           |                                          |                             |               |          |  |

| Versión CD (con Bonus tracks) |                                    |                |               |          |  |
| N.º                           | Título                             | Escritor(es)   | Productor(es) | Duración |  |
| 11.                           | «Desde cuándo (Acústico)»          | Alejandro Sanz | Tommy Torres  | 3:50     |  |
| 12.                           | «Tú no tienes la culpa (Acústico)» | Alejandro Sanz | Tommy Torres  | 4:16     |  |
| 13.                           | «Yo hice llorar hasta los ángeles» | Alejandro Sanz | Tommy Torres  | 4:18     |  |
| 42:17                         |                                    |                |               |          |  |

| Versión digital |                                   |                             |               |          |  |
| N.º             | Título                            | Escritor(es)                | Productor(es) | Duración |  |
| 11.             | «Looking for Paradise (Remix)»    | Alejandro Sanz, Alicia Keys | Tommy Torres  |          |  |
| 12.             | «Desde cuándo (Acoustic Version)» | Alejandro Sanz              | Tommy Torres  |          |  |
| 42:17           |                                   |                             |               |          |  |

| Paraíso Express: Edición Especial Gira (CD 2) |                                                                        |               |          |  |
| N.º                                           | Título                                                                 | Productor(es) | Duración |  |
| 1.                                            | «Desde cuándo (Concierto TVE Madrid)»                                  |               |          |  |
| 2.                                            | «Hice llorar hasta los ángeles (Concierto TVE Madrid)»                 |               |          |  |
| 3.                                            | «No es lo mismo (Concierto TVE Madrid)»                                |               |          |  |
| 4.                                            | «Looking for paradise (Concierto TVE Madrid)»                          |               |          |  |
| 5.                                            | «Looking for paradise (Buddha Sounds Mix by Segan)»                    |               |          |  |
| 6.                                            | «ooking for paradise (Carlos Jean Remix)»                              |               |          |  |
| 7.                                            | «Looking for paradise (Prof. Gómes Latin Urban Remix)»                 |               |          |  |
| 8.                                            | «Looking for paradise (Pedro del Moral, Jhon Jacobsen & Anzwer Remix)» |               |          |  |
| 9.                                            | «Desde cuándo (Acústico)»                                              |               |          |  |
| 10.                                           | «Tú no tienes la culpa (Acústico)»                                     |               |          |  |

| Paraíso Express: Edición Especial Gira (DVD) | |          |  |
| N.º                                          | Título | Duración |  |
| 1.                                           | «Paraíso Express (Documental)»                                                                                 |          |  |
| 2.                                           | «Concierto de TVE "Paraísos de Alejandro Sanz" (Presentación de Paraíso Express en el Teatro Compac Gran Vía)» |          |  |
| 3.                                           | «Videoclips: Looking for Paradise, Desde cuándo, Nuestro amor será leyenda»                                    |          |  |

## Posición en listas
| Lista (2009)                | Mejor Posición |
| --------------------------- | -------------- |
| México Albums Chart         | 1              |
| Colombia                    | 1              |
| España                      | 1              |
| U.S. Billboard 200          | 17             |
| U.S. Billboard Latin Albums | 1              |